# Erika Stone
Erika Stone (nascuda el 29 de juny de 1924 a Frankfurt, Alemanya) és una fotògrafa nord-americana documentalista. Va ser membre de la New York Photo League.

## Primers anys
Stone va néixer com a Erika Klopfer a Alemanya, però la seva família, que tenia ascendència jueva, es va traslladar a Nova York el 1936 per evitar la persecució nazi.
Tot i que la seva formació va ser fonamentalment autodidacta, va estudiar a la New School of Social Research de Nova York amb Berenice Abbott i George Tice.

## Carrera fotogràfica
Interessada en la fotografia documental, va començar molt aviat a fer fotos amb una bona càmera Voigtlander que li havien regalat els pares. La seva sèrie Bowery (Marginació), que documenta els residents pobres de la dècada de 1940 del barri sud de Manhattan, és de quan Stone només tenia disset anysː «podeu veure art en les meves imatges, però en primer lloc documenten una vida i una atmosfera del passat».
Erika Stone va treballar com a fotògrafa independent per a Der Spiegel i Time i per a diferents agències. A la dècada de 1940 es va convertir en membre de la Photo League, una cooperativa de fotògrafs documentalistes novaiorquesos, amb consciència social, entre els quals hi havia els millors fotògrafs de l'època.

## Obra
L'obra de Stone es pot trobar a les col·leccions de la National Gallery of Canada, el Centre for Creative Photography, la George Eastman House i el Columbus Museum of Art, el Museum of the City of New York. Moltes de les seves fotografies entre 1940 i 1999 estan arxivades a la col·lecció de fotografies d'Erika Stone del Museu i Biblioteca de la Societat Històrica de Nova York.
Entre els seus llibres hi haː
- On Divorce: An Open Family Book for Parents and Children Together, 1979
- The Adopted One: An Open Family Book for Parents and Children Together, 1979
- Nicole Visits an Amish Farm, 1982
- About Phobias: An Open Family Book for Parents and Children Together, 1983
- Pro Techniques of Photographing Children,1986
- Mostly People: Photographs by a German Immigrant in New York, 2000
- Especially people/ Einfach Menschen, 2004

L’any 1982 fou una de les vint fotògrafes incloses en l’antologia Women of vision. Stone va ser objecte d'un documental del 2011 de Lars Gerhard titulat Erika Stone: A New York Scene.